# Islands Landbohøjskole
Landbúnaðarháskóli Íslands (Islands landbohøjskole), forkortet LbhÍ, er en videregående uddannelsesinstitution indenfor landbrug, miljø og biovidenskab på Island. Den blev grundlagt 1. januar 2005, men er en videreførelse af Búnaðarskóli Suðuramtsins (De sydlige amters landbrugsskole), der blev etableret i 1889. Skolens hovedcampus er beliggende i Hvanneyri, men den har også afdelinger i Keldnaholt i Reykjavík og Reykir i Hveragerði)

## Studier
Skolen tilbyder studieretninger indenfor landbrug, både på erhvervsfagligt og universitetsniveau, landskabsarkitektur, skovbrug og miljø. Desuden tilbyder den en erhvervsfaglig linje for gartneri- og blomsterdyrkning.

## Studieliv
Studenterforeningen Nemendafélag Landbúnaðarháskóla Íslands arrangerer mange sammenkomster, og diverse klubber arrangerer bl.a. Survivor Hvanneyri, þorrablót, idrætsdag for nye studentende, årsfest i november og studieture. Hvert år afholdes skolens og Hvanneyris fælles spørgekonkurrence Viskukýrin (den kloge ko), hvor de forskellige klasser, lærere, øvrige ansatte ved skolen samt lokale beboere stiller hold. Konkurrencen er kendt i hele regionen og tiltrækker mange tilskuere.